# 蓝其邦
蓝其邦（1930年—2010年1月13日）四川荣县人，中国汽车维修专家、教授。

## 生平
1930年，蓝其邦生于四川荣县。其外祖父是教育家吴玉章，父亲为中国共产党党员，后被国民党政府秘密杀害。蓝其邦幼年经吴玉章安排，随母亲赴重庆红岩村，任《新华日报》报童。就读高中时，蓝其邦积极参加中共地下党的活动，后升任中共川南地下党荣县程家场交通站负责人。1948年，蓝其邦在荣县加入中国共产党。
中华人民共和国成立后，蓝其邦被调往荣县人民政府任工商科科长。1954年，他被保送入中国人民大学工业经济专业带薪学习。在大学即将毕业时，蓝其邦因牵涉林希翎事件而被打成右派分子，开除公职及中共党籍，送回原籍荣县监督劳动。
回到荣县之后，蓝其邦自学各种知识，提高在汽车设计、修理方面的技能。1960年，他任荣县机械厂厂长，后来任内江市汽车修理厂代厂长。1962年获甄别后，摘掉右派帽子，调到成都汽车修理总厂任技术科副科长。1966年，调往四川省汽车运输公司，历任机务科科长、科技科科长。1978年，兼任四川省公路学会汽车专委会主任委员，1979年兼任四川省机械工程学汽车专委会委员兼副秘书长。1983年，中华人民共和国恢复技术工作的职称评定后，蓝其邦成为四川省第一批认定的汽车应用与修理工程师。1984年，任四川省汽车运输成都公司副经理，后来升任该公司党委书记，1993年退休。退休后，蓝其邦任四川大学、四川电子科技大学客座教授。2000年后，任四川省汽车工程学会汽车维修专业委员会秘书长。
由于在钒钛硼气缸套设计、450吨大型汽车牵引车及平板车、解放牌CA-10B汽车发动机技术改造等任务中的贡献，蓝其邦先后获1978年四川省科技成果三等奖、交通部大型汽车三等奖、“四川省科学大会表彰的科学技术先进工作者”称号。1982年，蓝其邦获得交通部科技情报二等奖。
2010年1月13日，蓝其邦在四川省人民医院因肺癌逝世，享年80岁。